# Trichomyia fergusoni
Trichomyia fergusoni är en tvåvingeart som beskrevs av Duckhouse 1965. Trichomyia fergusoni ingår i släktet Trichomyia och familjen fjärilsmyggor. Inga underarter finns listade i Catalogue of Life.